# Sergio Ferrer
Sergio Ferrer Alonso (11 febbraio 1975) è un ex cestista cubano.

## Carriera
Con Cuba ha disputato i Campionati americani del 1999.